# Ada (Michigan)
Ada é uma municipalidade localizada no estado americano de Michigan, no Condado de Kent. Está localizado na M-21, 12 milhas (19 km) a leste de Grand Rapids. Nesta municipalidade fica a sede da Amway.

## História
Na virada do século XIX, a terra que se tornaria Ada era uma vila da Grande Banda do Rio de Ottawa, liderada por Nebawnaygezhick.
Durante o primeiro assentamento colonial de Michigan, Rix Robinson, o primeiro colono colonial permanente do condado de Kent, casou-se com Sebequay ("Mulher do Rio"), irmã de Nebawnaygezhick, em Ada. Em 1821, Robinson comprou um antigo posto comercial franco-canadense na junção dos rios Grand e Thornapple de Madeline La Framboise, em nome da American Fur Company de John Jacob Astor. As terras ao norte do Grand River não estavam disponíveis para compra pelos colonos europeus-americanos até depois que os Estados Unidos assinaram o Tratado de Washington de 1836 com as tribos regionais. Seguindo o tratado, Robinson comprou centenas de acres ao redor da foz do Thornapple para continuar vivendo.
Existem relatos conflitantes sobre quando o município foi organizado. As informações fornecidas pelo site do município indicam que Robinson foi eleito o primeiro Supervisor do município. No entanto, outras fontes indicam que foi organizado em 2 de abril de 1838, e que Sydney Smith foi eleito o primeiro Supervisor e que Robinson foi o segundo, eleito em 1841 e novamente em 1844. Uma vila foi construída em 1858 na foz do rio Thornapple, mas se desenvolveu lentamente e nunca se incorporou.

## Geografia
De acordo com o United States Census Bureau tem uma área total de 37,1 milhas quadradas (96,1 km²), das quais 36,0 milhas quadradas (93,3 km²) são de terra e 1,1 milhas quadradas (2,8 km²), ou 2,90%, são de água.

## Demografia
De acordo com o censo de 2000, havia 9.882 pessoas, 3.263 domicílios e 2.802 famílias residindo no município. A densidade populacional era de 273,9 por milha quadrada (105,8/km²). Havia 3.384 unidades habitacionais com uma densidade média de 93,8 por milha quadrada (36,2/km²).